# Abalàkovo (Irkutsk)
Abalàkovo (en rus: Абалаково) és un poble de l'óblast d'Irkutsk, a Rússia, que en el cens del 2010 tenia 114 habitants.